# Предчувствие
Предчувствието е усещане, чувство за нещо, което ще се случи в близко или далечно бъдеще. Понякога предчувствията са свързани с паранормални или свръхестествени явления, но много често са базирани и на обективно съществуващи причини и реални събития.

## Интересни факти
- Абрахам Линкълн има много ясно предчувствие за смъртта си. Десет дни преди убийството му той сънува, че в Източното крило на Белия дом хората са в траур. Когато ги пита кой е починал, те отговарят: „Президентът“.[1]
- Ото фон Бисмарк предрича през 1898 г., че началото на Първата световна война ще започне от някоя от страните на Балканите.[2]
- Марк Твен предрича, че Халеевата комета ще може да се види в деня на неговата смърт. Тя наистина се появява на 18 май 1910 г. когато той умира.[3]
- Жената на Юлий Цезар в съня си го вижда убит с нож от негов приятел и не иска да го пусне да отиде на следващия ден там, където наистина намира смъртта си.[4]
- Майкъл Джаксън също има предчувствие за смъртта си и често казва на приятели и роднини, че ще умре, когато навърши 50.[5]